# Jarno (voornaam)
Jarno is een voornaam voor een jongen, oorspronkelijk afkomstig uit Finland. De naam is een vervoeging van Jeremia, dat op zijn beurt betekent "JHWH verhoogt" of "JHWH sticht". Hebreeuws: Jir•mejah; bijbehorende naamdag is 1 mei.

## Vernoemingen
De voornaam heeft in Nederland twee golven gekend, waarin de naam vooral populair was:
- Jongens geboren in of kort na 1973, die vernoemd zijn naar Jarno Saarinen. Deze Finse motorcoureur is in dat jaar dodelijk verongelukt.
- Jongens geboren vanaf ongeveer 1997, die vernoemd zijn naar Jarno Trulli, een Italiaanse Formule 1-coureur, geboren in 1974.

## Bekende personen met de voornaam Jarno
- De Finse motorcoureur Jarno Saarinen
- De Italiaanse Formule 1 coureur Jarno Trulli
- De Nederlandse coureur Jarno Opmeer
- Een aantal sporters uit de Benelux, waaronder:
  - De Sterkste Man van Nederland van 2004 t/m 2008 (5x op rij): Jarno Hams
  - En verder o.a. Jarno Janssen (voetballer), Jarno Lion (voetballer), Jarno Meijer (schaatser), Jarno Boutkam (400m horden), Jarno Van Mingeroet (wielrenner) en Jarno Mobach (wielrenner)
- De Nederlandse technologie-expert Jarno Duursma
- Twee van de vier hoofdrolspelers uit de televisieserie The Dudesons: Jarno Leppälä en Jarno Laasala
- Wereldkampioen basejumper in wingsuit Jarno Cordia